# Повість про двоє міст
«Повість двох міст» (англ. A Tale of Two Cities) —  роман (історична драма) англійського письменника  Чарлза Дікенса про часи Великої французької революції, виданий у 1859 році.  

## Сюжет
Лондон, 1775 рік. Банківський службовець літнього віку Джарвіс Лоррі повідомляє 17-річній Люсі Манетт про те, що її батько зовсім не помер (як вона вважала), а з моменту її народження утримувався в Бастилії за наклепами злобного маркіза Евремонда. Тепер він вийшов з ув'язнення і живе в Парижі у свого колишнього слуги Дефаржа. Лоррі і Люсі вирушають до Франції, щоб забрати нещасного на батьківщину.
1780 рік. У лондонському Олд-Бейлі судять французького емігранта Чарльза Дарнея. Спритному адвокату Сіднею Картону вдається переконати суд в його невинності. Звільнившись, Дарней зустрічається в Парижі зі своїм дядьком — маркізом Евремондом, дратуючи його своєю симпатією до «принижених та ображених». Вночі Евремонда заколює городянин, сина якого той задавив своєю каретою.
Між Люсі і Дарнеєм виникають почуття, й молодик просить її руки у доктора Манетта. Він зізнається в тому, що Дарней не його справжнє ім'я, що насправді він Евремонд — найближчий родич тієї людини, яка прирекла доктора на 20-річне ув'язнення. Доктор дає свою згоду на шлюб, але занурюється в божевілля.

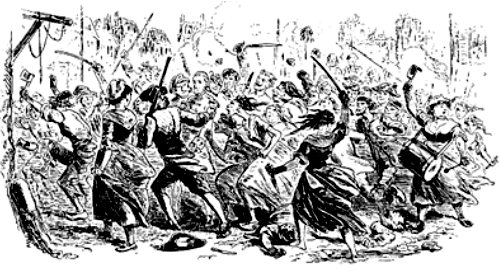
«Море прибуває» — ілюстрація столітньої давності

1789 рік. Подружжя Дефарж у числі перших вриваються в ненависну Бастилію. Доброчесний Дарней, що живе в Лондоні з Люсі, отримує з Парижа лист, в якому його літній слуга, який потрапив під трибунал, благає про допомогу. Ледве Дарней ступає на французьку землю, як його затримують як побіжного аристократа й кидають до в'язниці Ла-Форс. Сімейство Дарнея-Манетта в повному складі прямує на його порятунок.
Один рік й три місяці проходять в очікуванні суду над Дарнеєм. Під час процесу свідчення проти нього дає мадам Дефарж. В якості підтвердження злочинності всіх Евремондов, вона цитує замітки всім відомого і шанованого доктора Манетта, складені ним у Бастилії. Незважаючи на його втручання в захист зятя, під враженням від перерахованих злочинів Евремондів, Революційний трибунал засуджує Дарнея до страти на гільйотині.
Адвокату Картону, який безнадійно закоханий в Люсі, вдається підслухати розмову мадам Дефарж, у якій вона розкриває справжню причину своєї ненависті до Евремондів. Багато років тому покійний Евремонд згвалтував її сестру, лікуючим лікарем якої був доктор Манетт. Її сім'я була приречена на винищення, а сама вона вижила лише дивом.
Картон попереджає Люсі і її сім'ю про необхідність терміново покинути Францію, так наступною жертвою мадам Дефарж стане сім'я «останнього з Евремондів», тобто сама Люсі і її дочка. За допомогою шантажу він отримує доступ у камеру Дарнея, де вони міняються з останнім одягом. Так як зовні вони дуже схожі, Дарнею вдається безперешкодно вибратися з в'язниці і з Парижа, а Картон на другий день замість нього підіймається на гільйотину.
З останніх слів Картона ясно, що він вважає свій вчинок актом самопожертви з любові до Люсі і заради її щастя. В кінці книги показана загибель мадам Дефарж від руки вірної економки Люсі Манетт. Подружжя Дарнея благополучно повертається в Лондон.

## Українське видання
В перекладі українською мовою М. Сагарди роман вийшов у Києві в видавництві «Книгоспілка» у 1930 р. з передмовою Юрія Клена. 
В літературно-критичній передмові Юрій Клен (Освальд Бурґгардт) робить контрастне протиставлення «Повісті про двоє міст» до всієї іншої творчості письменника, оскільки «читач здебільшого знає і шанує Діккенса як оборонця знедолених та нещасних, яким не стало місця на бенкеті життьовому», а причиною його популярності є «незрівнянний гумор і тепла гуманність», якою «завойовує він наші серця». В історичному романі «Повість про двоє міст» автор «береться малювати події в шаленому вирі вихору, вогню і помсти!». Як відзначає Наталія Лазірко, Клен виділяє головні стильові параметри, які є визначальними у всій нараційній структурі тексту: антитезу (“то був найкращий час, то був найгірший час, то був вік мудрости, то був вік дурости, то була епоха віри, то була епоха невірства…”; кумуляцію (“Триста тисяч людей […] повстали […] немов би драконові зуби посіяно було замість зерна, і вродили однаково по горах і по долинах, на камені, на піску й нанесеному мулі, під ясним південним небом і під північними туманами...”; повтор, який іноді сполучається з градацією. Юрій Клен також порівнює твір Чарльза Дікенса з творами про Французьку революцію Віктора Гюго та Анатоля Франса..  

## Додаткова література
- Alleyn, Susanne. The Annotated A Tale of Two Cities. Albany, NY: Spyderwort Press (2014) ISBN 978-1535397438
- Glancy, Ruth. Charles Dickens' A Tale of Two Cities: A Sourcebook. London: Routledge (2006) ISBN 978-0-415-28760-9
- Sanders, Andrew. The Companion to A Tale of Two Cities. London: Unwin Hyman (1989) ISBN 978-0-04-800050-7 Out of print.